# Władimir Kolew
Władimir Nikołow Kolew (bułg. Владимир Николов Колев, ur. 18 kwietnia 1954 w Sofii) – bułgarski bokser, medalista olimpijski z 1976, amatorski wicemistrz świata z 1974.
Wystąpił w wadze półśredniej (do 67 kg) na igrzyskach olimpijskich w 1972 w Monachium. Pokonał najpierw Abdela Fuada Gada z Egiptu, a w drugiej walce przegrał z Davidem Jacksonem z Ugandy i odpadł z turnieju. W tym samym roku zwyciężył w wadze lekkopółśredniej (do 63,5 kg) na Spartakiadzie Gwardyjskiej rozegranej w Sofii.
Zdobył brązowy medal w wadze półśredniej na mistrzostwach Europy w 1973 w Belgradzie po wygraniu dwóch walk i porażce w półfinale z Manfredem Weidnerem z NRD.
Na pierwszych mistrzostwach świata w 1974 w Hawanie zdobył srebrny medal w wadze lekkopółśredniej po wygraniu trzech walk (w tym z Calistratem Cuțovem z Rumunii w ćwierćfinale i Amonem Koteyem z Ghany w półfinale) i przegranej w finale z Ayubem Kalule z Ugandy. Przegrał pierwszą walkę w wadze lekkopółśredniej na mistrzostwach Europy w 1975 w Katowicach z Ulrichem Beyerem z NRD.
Zdobył brązowy medal w wadze lekkopółśredniej na igrzyskach olimpijskich w 1976 w Montrealu. Po wygraniu trzech walk, w tym z Ernstem Müllerem z RFN i Calistratem Cuțovem przegrał w półfinale z Andrésem Aldamą z Kuby. W 1978 i 1979 zwyciężył w tej wadze na Spartakiadzie Gwardyjskiej.